# Mahonia pycnophylla
Mahonia pycnophylla là một loài thực vật có hoa trong họ Hoàng mộc. Loài này được (Fedde) Takeda mô tả khoa học đầu tiên năm 1917.